# Christopher O'Neill
Christopher Paul O'Neill (Londres, 27 de junho de 1974) é um banqueiro anglo-estadunidense e o marido da princesa Madalena, Duquesa da Helsíngia e Gestrícia, a última filha do rei Carlos XVI Gustavo da Suécia e a sua esposa, a rainha consorte Sílvia da Suécia. Ao contrário de seus cunhados o príncipe Daniel, Duque da Gotalândia Ocidental e a princesa Sofia, Duquesa da Varmlândia, O'Neill recusou ser naturalizado como um cidadão sueco e receber um título de membro da Casa de Bernadotte por desejar continuar a sua carreira profissional. Dessa forma, apesar de as vezes aparecer junto da esposa em eventos oficiais suecos, ele não realiza deveres oficiais e não faz parte da família real sueca.
É também chamado simplesmente pelo apelido de Chris O'Neill.

## Família
Christopher nasceu na cidade de Londres na Inglaterra, é filho de Cesario Paul O'Neill (1926-2004), um banqueiro americano de investimento que veio para Londres em 1960 para configurar a sede europeia do banco de investimentos Oppenheimer & Co, e de Eva Maria Walter (nascida em 1940), que nasceu na Áustria. O casamento deles foi o seu segundo e terceiro respectivamente. 
Ele tem cinco meias-irmãs, do lado materno:  Tatjana d'Abo e a condessa Natascha Abensberg-Traun; e do lado paterno:  Stefanie O'Neill,  Annalisa O'Neill e  Karen O'Neill. As duas meias-irmãs do lado materno de Christopher são casadas com nobres europeus: o conde Henry d' Abo e o conde Ernst Abensperg und Traun.
Ele cresceu na cidade de Londres e St. Gallen, muitas vezes, passou o tempo na Áustria e na Alemanha, e é um cidadão com dupla nacionalidade do Reino Unido e Estados Unidos.

## Educação

### Primeira Educação
Christopher foi educado no instituto "auf dem Rosenberg" na cidade de São Galo na Suiça.

### Ensino Superior
É licenciado em Relações Internacionais na Universidade de Boston. Ele também possui um mestrado em Administração de Empresas na Columbia Business School pela Universidade Columbia na cidade de Nova Iorque nos Estados Unidos. 

## Carreira Profissional
Atualmente é sócio e chefe de pesquisa da Noster Capital. Anteriormente trabalhou na NM Rothschild and Sons e na Steinberg Asset Management.

## Casamento e Filhos

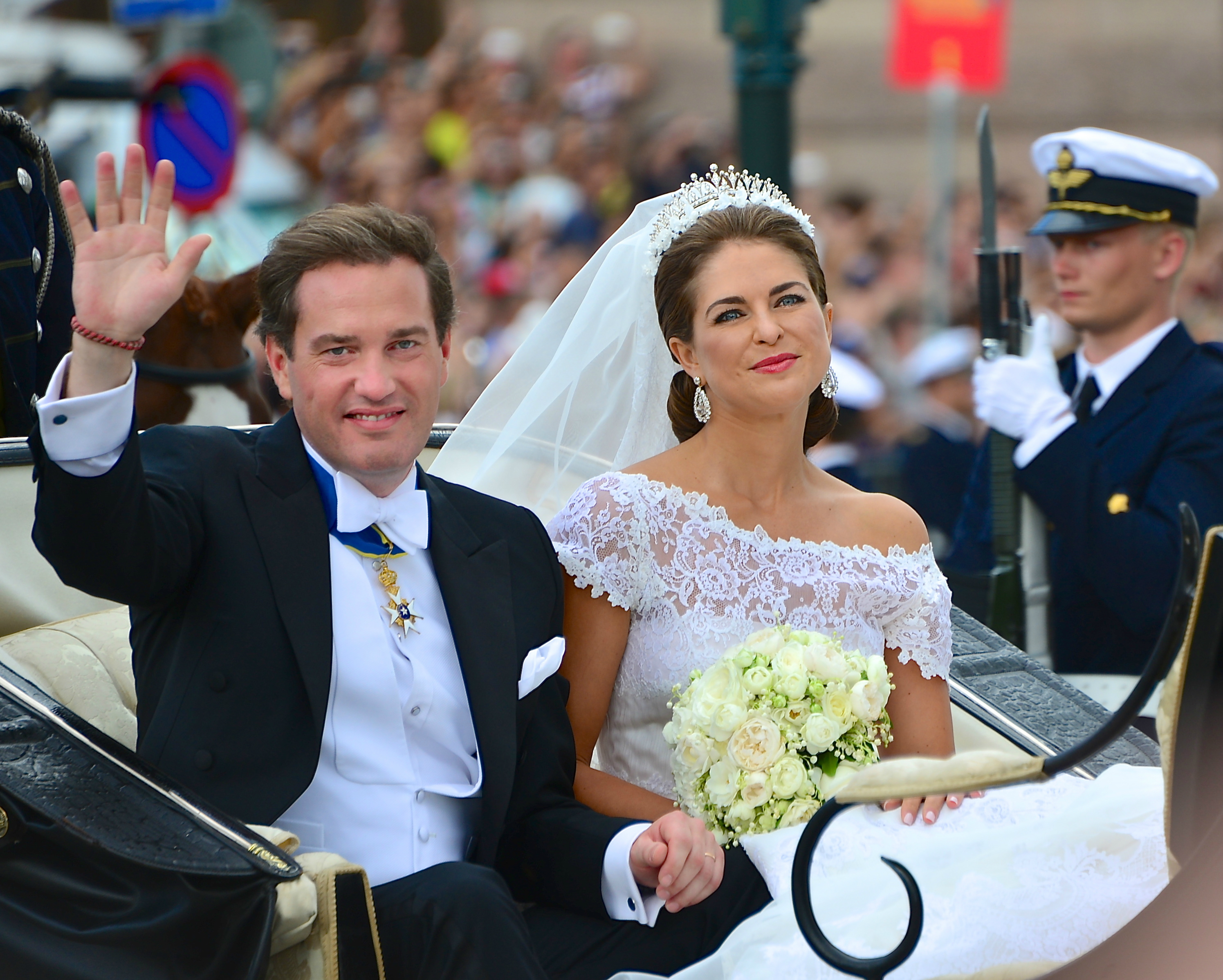
Casamento real da princesa Madalena da Suécia e Christopher O'Neill.

Em janeiro de 2011, foi a primeira vez que a princesa Madalena da Suécia, Duquesa da Helsíngia e Gestrícia e Christopher O'Neill apareceram publicamente juntos. 
Em 25 de outubro de 2012, foi anunciado oficialmente o noivado do casal. 
No dia 8 de junho de 2013, aconteceu a cerimônia de casamento entre a princesa Madeleine e Christopher O'Neill na Capela Real do Palácio Real de Estocolmo. O casamento foi transmitido pela televisão pública sueca SVT. O bispo emérito Lars-Göran Lönnermark e o Pastor Michael Bjerkhagen conduziram a cerimónia. O padrinho de Christopher O'Neill foi o seu amigo de infância, o esquiador Cedric Notz.
O casal tem três filhos juntos: a princesa Leonor, Duquesa da Gotlândia, nascida em 20 de fevereiro de 2014, o príncipe Nicolau, Duque de Angermânia, nascido em 15 de junho de 2015, e a princesa Adriana, Duquesa de Blecíngia, nascida em 09 de março de 2018.

## Títulos reais, estilos e honras

### Títulos
Mesmo após o casamento com a princesa Madalena, Duquesa da Helsíngia e Gestrícia, o Christopher optou por não ter títulos reais e preferiu continuar com a sua dupla cidadania válida no Reino Unido e Estados Unidos.

### Honras
- Ordem da Estrela Polar, Grande Cruz,  Suécia (Sv.N.Stj.1.)